# Stephanie (Sängerin, 1990)
Sarah Stephanie Markovits (* 5. Mai 1990 in Oberpullendorf) ist eine österreichische Volksmusik- und Schlagersängerin. In ihrem Heimatland wurde sie als Stephanie bekannt, seit 2019 lebt sie in den Niederlanden und veröffentlicht ihre Musik als Steffany.

## Werdegang
Im Alter von acht Jahren begann ihre Karriere beim Kiddy Contest im ORF, wo sie den 4. Platz belegte. Es folgten Wettbewerbe im In- und Ausland, wo sie beispielsweise beim International Contest of Young Singers in Slowenien den ersten Platz belegte. Mit zehn Jahren vertrat sie zum ersten Mal beim Grand Prix der Volksmusik Österreich und belegte Platz vier. Ihr zweites Album Ich heiße Stephanie (2001) verkaufte sich in Österreich fast 15.000 Mal. Mit dem Duett-Titel Dort auf Wolke 7 gewann sie als 12-Jährige zusammen mit dem Nockalm Quintett den Grand Prix der Volksmusik 2002.
2004 nahm sie erneut am Grand Prix der Volksmusik teil, dieses Mal mit dem Schlagertitel Dornröschen schläft nicht mehr. Sie entschied, ihren Weg mit Schlagern fortzusetzen. Das Album Schenk mir Dein Herz enthielt bereits einige Songs, die die Sängerin selbst geschrieben hat, wie beispielsweise Hey Du da oben. Die Single Schmetterlinge lügen nicht aus dem Sommer 2006 wurde auch in Deutschland bekannt. 2007 belegte Stephanie Kurse an einer Akademie für Medienkommunikation in Wien. 2008 besuchte sie für ein Jahr eine Schule in Miami.
2009 veröffentlichte sie unter dem Namen Sarah-Stephanie die von David Brandes produzierte Schlager-Single Eiskalter Sommer. Im Jänner 2012 erschien das Album Herzkommando. Seit 2013 tritt sie wieder unter dem Namen Stephanie auf.
Nach weiteren Albumveröffentlichungen zog sie 2019 von Österreich nach Holland und bekam einen Sohn. 2020 startet Stephanie nach der Babypause ihr Comeback mit einer deutschen Version Maggie Reillys Everytime We Touch als Wenn wir uns berühr’n. 2022 folgte das auf Niederländisch gesungene Alleen om van te dromen sowie 2023 Hartslag, eine Coverversion des Liedes Break My Stride von Matthew Wilder, bei dem sie erstmalig als Steffany auftritt.

## Diskografie
Alben
- 2000: Mein schönster Traum (Album)
- 2001: Ich heiße Stephanie (Album)
- 2002: Stephanie (Album)
- 2004: Wie ein Luftballon (Album)
- 2006: Schenk mir Dein Herz (Album)
- 2012: Herzkommando (Album)
- 2012: Ich hieß mal Stephanie (Best-of-Album)
- 2015: Dieser Moment (Album)
- 2018: Angekommen (Album)

Singles
- 2009: Eiskalter Sommer (Promo-Single)
- 2009: Irgendwer weint um dich (Promo-Single)
- 2010: Sie liebt sie (Promo-Single)
- 2011: Du hast den Sternenstaub für mich geraubt (Promo-Single)
- 2011: Herz übernimmt Kommando (Promo-Single)
- 2012: Nebel in Rom (Promo-Single)
- 2012: Der bittersüße Geschmack (Promo-Single)
- 2020: Wenn wir uns berühr’n
- 2022: Alleen om van te dromen
- 2023: Hartslag

## Auszeichnungen
- 2000: Herbert-Roth-Preis
- 2001: ORF – Wenn die Musi spielt Nachwuchspreis für die professionellste Fernseharbeit 2000
- 2003: Goldene Schallplatte für Dort auf Wolke 7